# Tschirn
Tschirn – miejscowość i gmina w Niemczech, w kraju związkowym Bawaria, w rejencji Górna Frankonia, w regionie Oberfranken-West, w powiecie Kronach, wchodzi w skład wspólnoty administracyjnej Teuschnitz. Leży na pograniczu Lasu Turyńskiego i Frankońskiego.
Gmina położona jest 20 km na północ od Kronach, 44 km na północny zachód od Hof i 50 km na północ od Bayreuth.

## Dzielnice
W skład gminy wchodzą trzy dzielnice: 
- Dobermühle
- Tschirn
- Gemeindeschneidmühle

## Polityka
Wójtem jest Peter Klinger (CSU). Rada gminy składa się z 9 członków:
|      | CSU | Bezpartyjni | Razem    |
| 2002 | 6   | 3           | 9 miejsc |